# Ifigenia (novela de 1924)
Ifigenia. Diario de una señorita que escribió porque se fastidiaba es una novela de la escritora venezolana Teresa de la Parra publicada Francia en 1925.

## Argumento
La protagoniza una chica de unos 18 años, María Eugenia Alonso, quien recién ha vuelto a Caracas después de una larga estadía en Europa. Descubre que ya no tiene herencia y que tiene que vivir en la casa de su abuela y buscar un buen matrimonio.
Tres meses después de la muerte de su padre, María Eugenia se ve obligada a regresar a Venezuela de París donde había pasado el tiempo gastando en moda y libros. Al llegar, es recibida por su tío Eduardo, su esposa María Antonieta y sus tres hijos. Toda la familia le causa mucho disgusto a María Eugenia, pero pronto regresa a la casa de su Abuelita. 
Un día, la abuela le comenta que herencia, una finca, ya no le pertenece. Su tío Eduardo la ha heredado. Después, su tío Pancho explica que su padre se la encargó a Eduardo cuando se fue a Francia y lo dejó como único administrador. Su padre se gastó todo su dinero en Europa, pero Eduardo lo engañó por lo que al morirse, parecía que lo hubiera gastado absolutamente todo, incluyendo la herencia de su hija. Sin embargo, Pancho dice que sospecha que tres cuartas partes de la hacienda son suyas y que estas han sido robadas por Eduardo, pero que no hay manera de rescatarlas. Abuelita, mientras tanto, niega firmemente cualquier duda que haya sobre su hijo y lo honra diciendo que es el único hijo que sí vive de acuerdo a una buena moral. Además, critica a María Eugenia quien ha regresado de Europa con ideas demasiado libertinas y quien se junta, a causa de su tío Pancho, con Mercedes Galindo, quien apoya también apoya esos pensamientos parisinos. 
El tío Pancho y Mercedes le presentan a Gabriel quien, al principio, no le parece muy atractivo a María Eugenia, pero al final termina enamorándose de él. Después de un altercado con Abuela y su tía Clara, ella se va con sus amigos y, al regresar, su abuela le dice que se irán a la hacienda de tío Eduardo un tiempo para que ella "aprenda a querer a su familia". Lo hacen y, con el tiempo, la reclusión de la sociedad hace que María Eugenia empiece a querer a sus primos y deje algunas de sus ideas libertinas. Pronto escucha que Gabriel se ha casado y ella queda desolada. 
Pasan dos años y María Eugenia comienza a escribir su diario de nuevo en el que dice que ya ha dejado atrás esos pensamientos de libertad: ahora ha aprendido a cocinar, a tejer, se sienta "como señorita", ya no tiene conversaciones con su sirvienta negra y, además, tiene novio. Se llama César Leal y lo conoció porque su abuela le permitió asomarse a la ventana después de los dos años de luto que tuvo por su padre. Al hacerlo, llamó la atención del joven quien ya había abandonado a otras novias, pero que parecía decidido con María Eugenia. Ella acepta casarse con él, pero durante el compromiso descubre que quiere controlar cada aspecto de su vida: no puede maquillarse ni tener el pelo corto ni ir a bailar ni al teatro ni usar escote ni pedir cosas de Francia ni leer (porque su prometido cree que las mujeres tienen cabeza solo para adornar y no para ser usada, sino para que complazca a los hombres y sepa procesar sus órdenes)... Ella acepta todas las limitaciones y empieza a censurarse incluso en la manera en la que habla. 
De pronto, el tío Pancho se enferma gravemente lo cual causa que Gabriel lo visite en le hospital. Allí, se vuelve a encontrar con María Eugenia y le confiesa su amor. Le dice que no es feliz con su esposa y que ni siquiera vive con ella. María Eugenia no sabe cómo sentirse y pasa unos días evadiendo como puede a Gabriel. Aunque se miran en el hospital, nunca pueden hablar porque siempre hay otros presentes. Finalmente, muere el tío Pancho y en su lecho de muerte ellos se besan. Gabriel le manda una carta esa misma noche diciéndole que se escapen y que a las 5 de la mañana la esperará en un carro para irse a Nueva York diciendo ser recién casados y luego irse a Francia en secreto. Ella empaca sus maletas y se va a esperar a media noche, pero tía Clara la descubre. María Eugenia le dice que quería ir a misa muy temprano y que, al darse cuenta de que era media noche, decidió esperar en el granero. Tía Clara la dirige de regreso a la casa. A las tres de la mañana, María Eugenia llama a César Leal para decirle que ya no se quiere casar, pero el miedo se lo impide y él le dice que el luto no es suficiente causa para atrasar un matrimonio y que se casarán en ocho días. Ella acepta y, desanimada, escribe una carta a Gabriel donde dice que su carta la ha partido en pedacitos y que está indignada de que haya propuesto tal cosa. Declara estar enamorada de César Leal. La sirvienta, Gregoria, va a dejar la carta y Gabriel le manda a decir a María Eugenia que se va a Nueva York para nunca regresar a Venezuela, pero que sabe que lo que escribió en su carta es mentira. 
El día siguiente, llega el vestido de novia de María Eugenia, pero ella, cansada físicamente (con ojeras) y emocionalmente, le dice a su tía Clara que no se lo quiere probar en ese momento. 
El libro termina explicando que en la mitología griega hubo una Ifigenia que se tuvo que sacrificar por el bien de los hombres y porque los dioses lo requerían. Debemos asumir, que esto mismo está haciendo María Eugenia.

## Crítica y recepción
Ifigenia marcó un cambio en la literatura venezolana. La obra es un retrato de la sociedad caraqueña de principios del siglo XX. Las estrictas normas morales están representadas en la novela en el personaje de la Abuela. La personalidad ambiciosa, común en esa época debida a la corrupción en la administración, aparece representada en el personaje de Tío Eduardo. Además de ser una dura crítica de la sociedad, Ifigenia es una obra llena de ritmo, con descripciones muy detalladas. 
La obra supuso graves problemas para su autora ya que el entonces dictador venezolano Juan Vicente Gómez decidió negarle cualquier tipo de subvención para publicar la novela. De la Parra decidió entonces trasladarse a París.
Para algunos en Ifigenia se puede apreciar una crítica velada al régimen de Gómez.

## Adaptaciones
Una versión para la televisión de esta obra (con guion de Salvador Garmendia, Mariela Romero y Norberto Díaz Granados) fue filmada por Venezolana de Televisión en 1979, con Amanda Gutiérrez, Leopoldo Regnault y Daniel Lugo en los roles principales. Por otro lado el cineasta venezolano Iván Feo rodó, en 1986, una película homónima.
En 2008 el canal privado RCTV preparó y transmitió una nueva versión de la mano del escritor Martín Hahn, protagonizada por Marianela González y Hugo Vásquez, titulada Nadie me dirá cómo quererte la cual, al contrario de las anteriores, fue ambientada en la época contemporánea.